# Jamam
Jamam (hebrejsky: ימ"מ) je izraelská profesionální policejní jednotka, mezi jejíchž hlavní činnosti např. patří záchrana rukojmí. Jamam je akronym pro speciální policejní jednotku (hebrejsky: יחידת משטרה מיוחדת) působící v pohraničních oblastech Izraele.

## Historie jednotky
Jednotka Jamam byla založena v roce 1975 Assafem Heffetzem krátce po tzv. Ma'alotském masakru v květnu 1974, kdy neúspěšný zásah vojenských zvláštních jednotek proti únoscům měl za následek smrt 23 dětí a pěti dospělých. Idea založení jednotky vycházela z předpokladu, že zásah proti teroristům na tzv. přátelském území je odlišný proti zásahu v nepřátelském území (s kterým mají zkušenosti armádní jednotky). Od svého založení spadá Jamam pod přímou jurisdikci Hraniční policie.
Od roku 1990 Jamam působí i v obsazených územích Západního břehu. Operace Jamam jsou utajené a obvykle jsou připisovány jiným jednotkám.

## Přijetí a výcvik
Uchazeči o službu v Jamam musí být ve věku 21 - 28 let, musí mít dokončenou tříletou službu v IOS a projít přísnou bezpečnostní prověrkou. Předchozí policejní praxe není vyžadována. Do Jamam velmi často vstupují bývalí příslušníci Sajeret s bojovou zkušeností. Příslušníci Jamam jsou svým zařazením profesionální policisté. Každý rok se k Jamam hlásí kolem 12000 žadatelů, výcvikem úspěšně projde 10 - 12 z nich.
Vlastní výcvik v Jamam trvá 12 měsíců; prvních osm měsíců probíhá všeobecný výcvik, na jehož konci jsou rekruti vybírání pro specializace. V těchto specializacích se poté školí další čtyři měsíce. Oproti armádním protiteroristickým jednotkám má Jamam tu výhodu, že jeho příslušníci jsou vyzrálejší a mají více zkušeností.

## Činnost
Příslušníci Jamam se zabývají zejména záchranou rukojmí, ale i zajišťováním policejně hledaných osob a to i na Západním břehu. Příslušníci jednotky proto ovládají arabštinu a učí se splynout s arabským prostředím.
Jednotka Jamam se skládá z asi 200 lidí. V tom je zahrnuto velení, zpravodajská sekce a tým vyvíjející nové operační techniky boje a speciální vybavení. Kromě těchto oddělení se jednotka dělí na sekce, z nichž každá sekce se skládá z pěti týmů. Jednotlivé týmy v sekci se skládají ze specialistů na určité činnosti; každá sekce tak má ve svých řadách všechny specializace potřebné pro úspěšné zvládnutí operace. Tím se liší od IOS, které mají pro každou specializaci zvláštní jednotku.
Ve finanční oblasti je Jamam do jisté míry nezávislá. Má vlastní fondy, ze kterých provádí nákup výzbroje. Příslušník Jamam je standardně vybaven útočnou puškou M4 a dále pistolí Glock 21.45ACP. Ostřelovači Jamam používají zbraňový systém US M24 SWS.
Kromě záchrany rukojmí je Jamam nasazován i na ochranu významných osob, útočné a preemptivní operace a proti nebezpečným zločincům (např. překupníkům drog) či záchranu sebevrahů.

## Známé operace
- V březnu 1988 zmařila jednotka Jamam únos autobusu zaměstnankyň nukleárního výzkumného střediska poblíž Dimony. Tři palestinští ozbrojence byli příslušníky jednotky zabiti, zároveň ale zemřely tři z unesených žen.
- 3. března 2000 provedla jednotka (společně se Sajeret Duvdevan a jednotkou IOS vybavenou obrněnými buldozery) útok na ozbrojenou skupinu v Tajbe. Jeden z ozbrojenců byl zatčen, čtyři zabiti.
- V červnu 2003 komando Jamam převlečené za muslimy zatklo v Hebronu jednoho ze známých vůdců Hamasu Abdullaha Kawasme.[2]